# Adriaan van Hoensbroeck

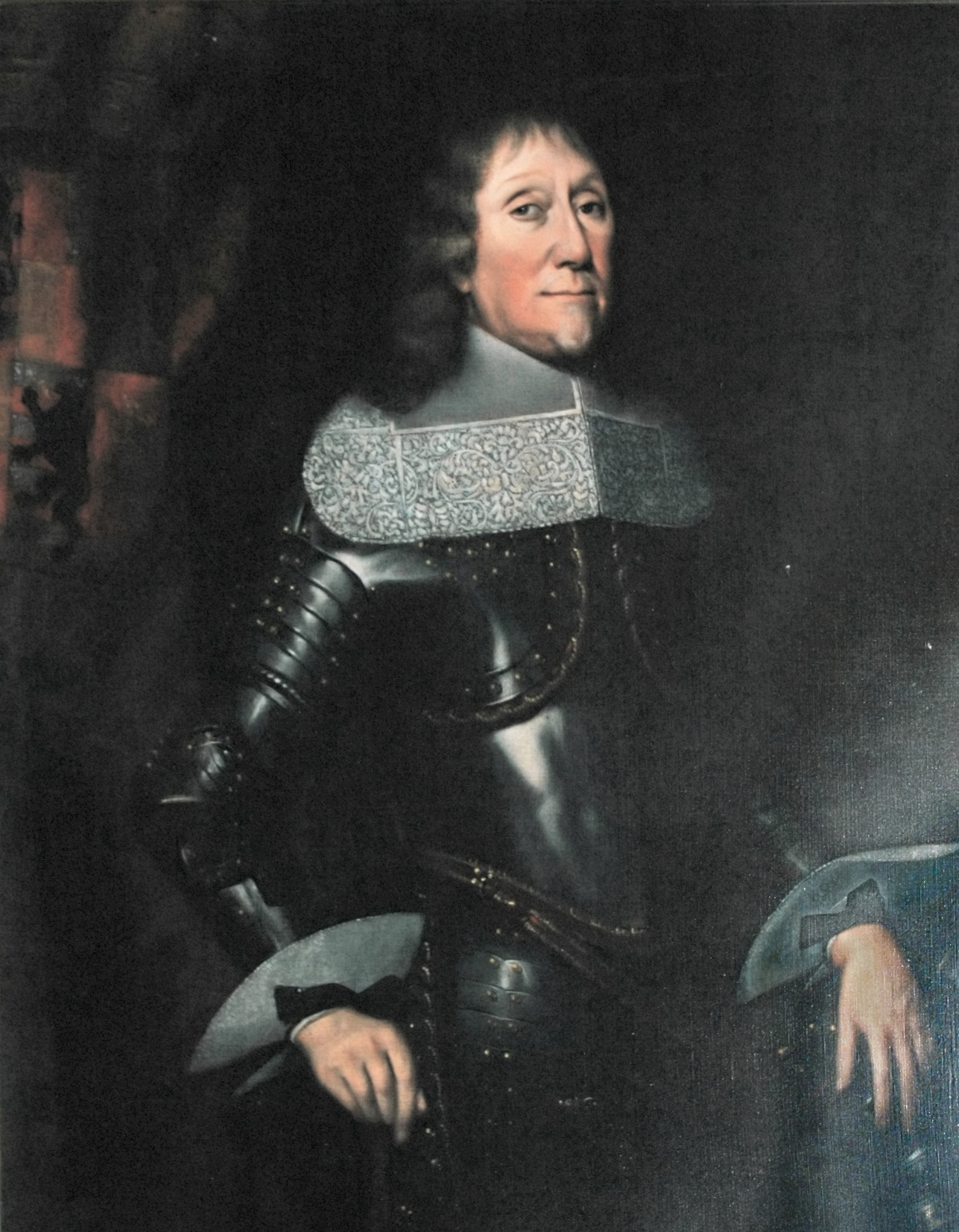
Adriaan van Hoensbroeck

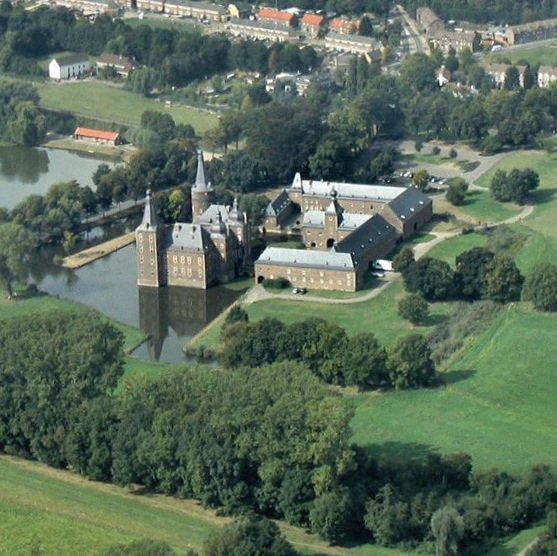
Kasteel Hoensbroeck

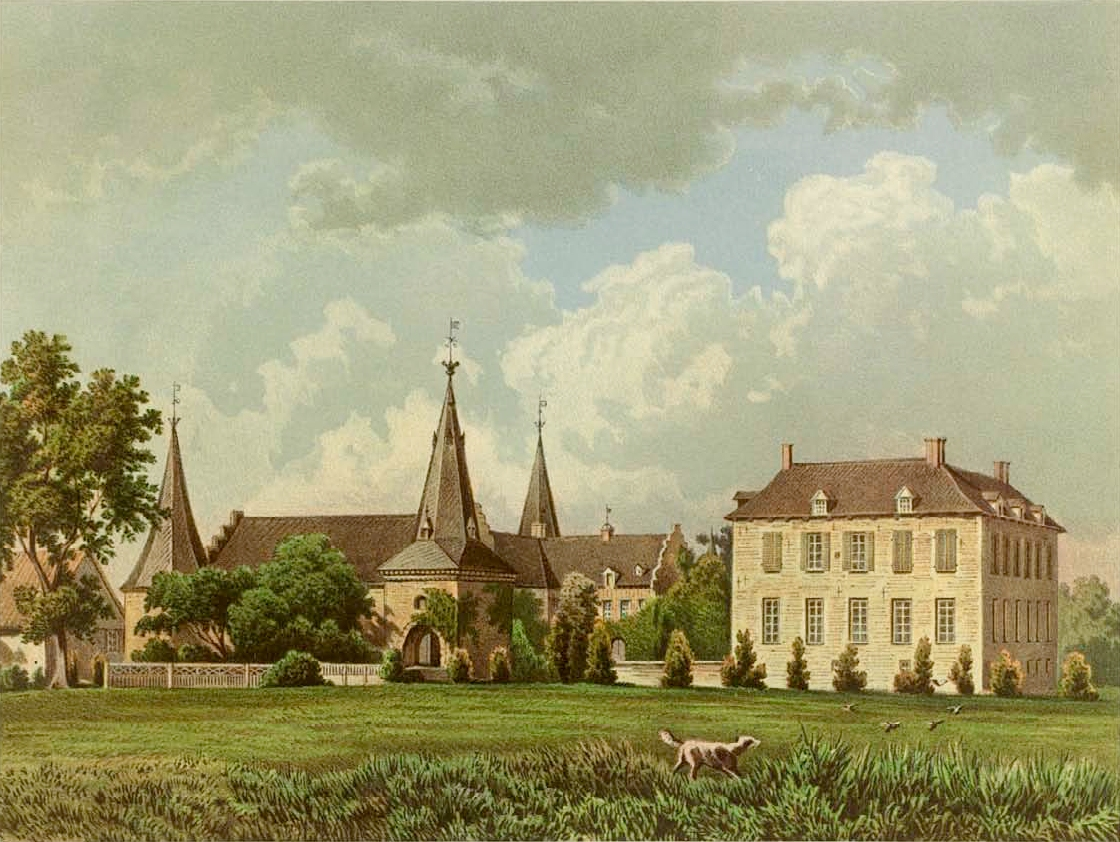
Slot Haag

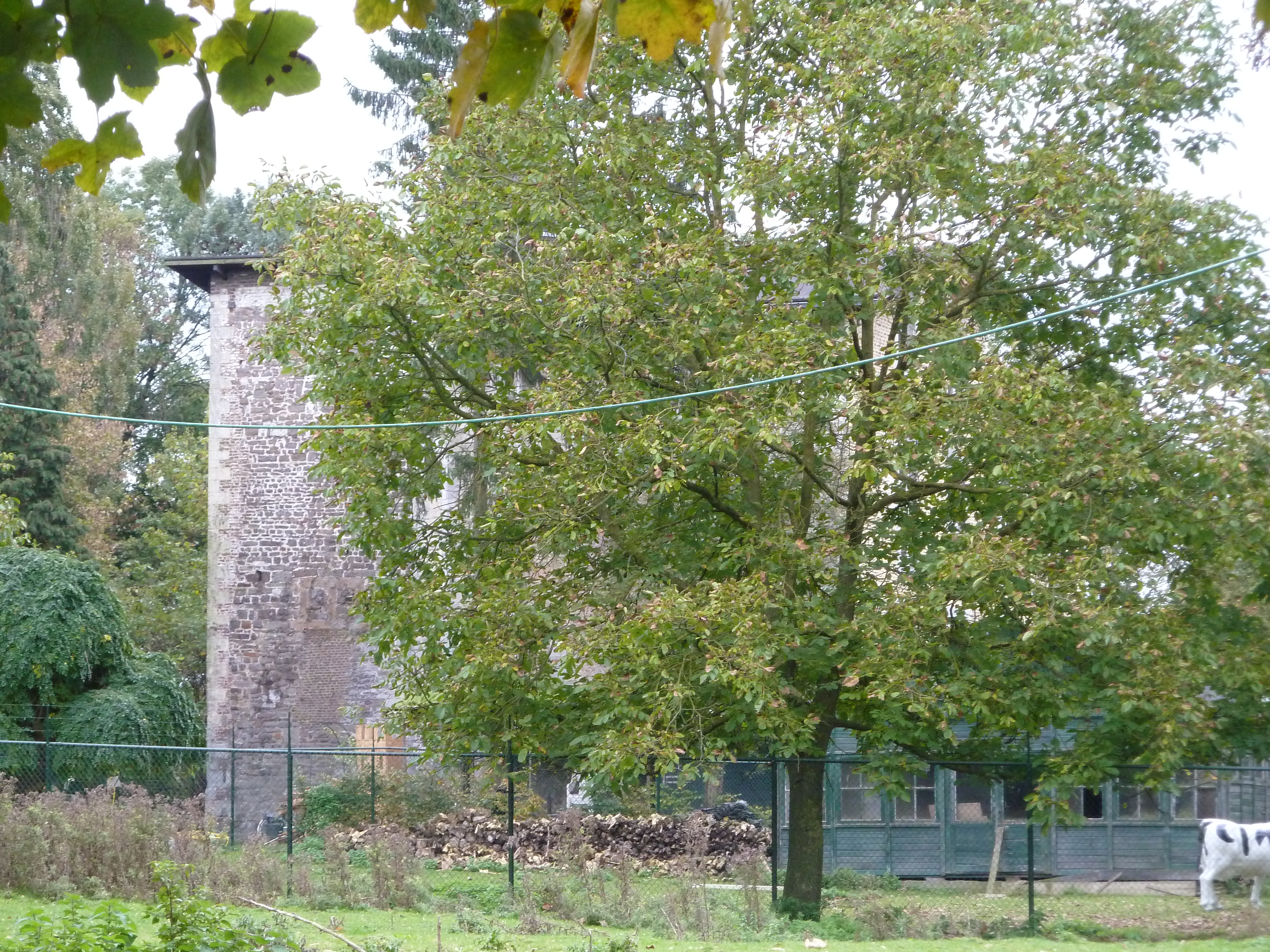
Kasteel Oost

Adriaan van Hoensbroeck (1589 - Aken, 17 februari 1675) was een telg uit het Limburgse oud-adellijke geslacht Hoen. Als Adriaan baron Hoen van Hoensbroeck was hij baron en erfmaarschalk van het hertogdom Gelre.

## Levensloop
Adriaan was de zoon van Ulrich van Hoensbroeck en diens eerste vrouw, Adriana (Johanna) van Boedberg. Zijn moeder stierf toen Adriaan twee jaar oud was. Hij werd opgevoed door zijn oom Arnold van Boedberg, de erfmaarschalk van Gelre, en diens vrouw Odila Berghe von Trips.
Nadat Arnold van Boedberg in 1613 kinderloos was gestorven, erfde zijn zwager Ulrich het Kasteel Haag met de daarbij behorende goederen en het daaraan verbonden ambt van erfmaarschalk. Deze droeg het kasteel en het ambt in 1618 over aan zijn zoon Adriaan. In 1631 volgde Adriaan zijn vader Ulrich als Heer van Hoensbroek op. In 1635 werd hij in de rijksbaronnenstand verheven. Adriaan was aldus  de eerste uit de familie Van Hoensbroeck, die deel uitmaakte van de titeldragende adel.
Adriaan was heer van Hoensbroeck van 1631 tot 1635 en als rijksbaron van 1635-1675, heer van Haag van 1618 tot 1675 en heer van Oost van 1639 tot 1675.
In 1639 komt het Kasteel Oost (Oost-Maarland) via de familie van Berghe-Trips in bezit van de familie van Hoensbroeck en wordt Oost een heerlijkheid. Vanaf 1640 liet hij zijn stamslot Hoensbroek verbouwen tot een representatief bouwwerk met vier vleugels in de stijl van de Maaslandse renaissance.
In 1643 is hij betrokken bij de grote verbouwing van Kasteel Hoensbroek. De architect Matthieu Dousin, afkomstig van Wezet, was verantwoordelijk voor de bouw van het nieuwe herenhuis, het poortgebouw met de brug, de linkerfronttoren, de oostelijke vleugel met de aangrenzende vierkante toren met spits en de zuilengalerij. Verder werden gebouwd de pachterswoning, de bijgebouwen, koetshuizen, paardestallen, schuren en poorthuizen en nog twee bruggen over de grachten. In 1656 was de verbouwing gereed. 
Adriaan en zijn familie bewoonde het Slot Haag.

## Huwelijk en kinderen
Adriaan was gehuwd met Anna Elisabeth van Loë, genaamd Isabelle, (1600-1632) de dochter van Wessel V van Loë, heer van Wissen, en Sophia de Haes, vrouwe van Konradsheim.
Uit zijn huwelijk werden drie kinderen geboren, eerst twee dochters, en in 1631 zijn opvolger Arnold Adriaan, markgraaf van Hoensbroek, heer van Haag, Oostham en Beringen (Slot Haag, Geldern, 16 september 1631 - Kasteel Hoensbroek 27 oktober 1694). Negen dagen na diens geboorte stierf Isabelle.
- Arnold Adriaan van Hoensbroeck